# Deraeocoris nubilus
Deraeocoris nubilus är en insektsart som beskrevs av Knight 1921. Deraeocoris nubilus ingår i släktet Deraeocoris och familjen ängsskinnbaggar.

## Underarter
Arten delas in i följande underarter:
- D. n. nubilus
- D. n. obscuripes